# (20465) Vervack
(20465) Vervack est un astéroïde de la ceinture principale.

## Description
(20465) Vervack est un astéroïde de la ceinture principale. Il fut découvert le 20 juin 1999 à la station Anderson Mesa par le programme LONEOS. Il présente une orbite caractérisée par un demi-grand axe de 2,38 UA, une excentricité de 0,16 et une inclinaison de 7,6° par rapport à l'écliptique.

## Compléments